# Cotehill
Cotehill is een plaats in het Engelse graafschap Cumbria, op de flank van een heuvel, met uitzicht op de rivier de Eden. Het heeft een kerk uit 1868, gewijd aan de evangelist Johannes. De kerk heeft twee glas-in-loodramen van de hand van kunstenaar Henry Holiday.